# آرالسور
آرالسور ( قزاقی: Аралсор  ; روسی: Аралсор   ) یک دریاچه نمک تلخ در بخش شهرستان بوکی اوردا ، ناحیه قزاقستان غربی ، قزاقستان می باشد.
این دریاچه در شمال بزرگراه آر-۹۷ (کشور قزاقستان)، در ۸۰ کیلومتری شرق مرز این کشور با روسیه واقع شده‌است. استخراج نمک در مقیاس صنعتی در دریاچه انجام می شود.

## جغرافیا
آرالسور که در لبه شمالی صحرای رین، در شرق مرز کشور روسیه واقع شده است، یک دریاچه اندورهیک می باشد. آب اصلی به رنگ صورتی می باشد و توسط رشته ای از دریاچه های کوچکتر و نمکدان ها محاصره شده است. این دریاچه‌های کوچک‌تر حاوی رسوب‌های رسی نمک و گل هستند که با پوسته‌ای از هالیت به ضخامت ۳۰ سانتیمتر پوشیده شده‌اند. کرانه‌های غربی و شرقی آرالسور شیب‌دار و در مکان‌هایی صخره‌ای هستند.
رود آشچیوزک که از شمال تداول دارد، مهم ترین رودخانه‌ای است که آب های آرالسور را تغذیه می‌نماید. کانال‌های اتصال رودخانه به دریاچه به شکل دوره‌ای خشک می گردد.